# ジャンアルベルト・ベンダッツィ
ジャンアルベルト・ベンダッツィ（Giannalberto Bendazzi、1946年7月17日– 2021年12月13日）は、アニメーション映画史家、評論家、 作家、教授。  　または、ジャンナルベルト・ベンダッツィ。

## 来歴
1946年イタリアのラヴェンナ出身、ミラノで育つ。ジャーナリストとして活動を始め、その傍ら世界のアニメーション映画の動向を数十年にも渡り研究を続け、1970年代後半から数多くの著作で発表した。イタリア語に限らずフランス語・英語などでも出版。喜劇を中心に、ウディ・アレンとメル・ブルックスなど実写映画に関する著作もある。2002年に出版した本『Animation – A World History（アニメーション－その世界史）』には執筆に10年を費やした。
1970年代頃から世界で最も稀有なアニメーション技法、ピンスクリーンアニメーションを開発したアレクサンドル・アレクセイエフとクレア・パーカー夫妻と交流（夫妻ら晩年の11年前頃）し、2001年には「アレクセイエフ: マスターへの道程」を出版。夫婦ら研究の紹介に大きな力を注ぎ、数々の貴重な証言を残している。
1987年、国際アニメーションフィルム協会の創立メンバー。協会の理事を9年間務める。ヨーロッパをはじめ世界各地で講演を行い、国際映画祭やレトロスペクティブを多数監修。また、映画祭の審査員を50回務めた。
2001年からブリスベン（オーストラリア）のグリフィス大学の非常勤教授。
2002 - 09年ミラノ大学教授。
2008年には、世界初の長編アニメーション映画を製作したキリーノ・クリスティアーニに関しての記事「キリーノ・クリスティアーニ/知られざるアルゼンチンのアニメーション映画開拓者」を執筆。
2013-15年シンガポール南洋理工大学客員教授。日本にも特別講師として来日、講義を行った。
2021年12月13日に75歳で亡くなった。

## 来日歴
- 2015.09.19　東京工芸大学芸術科アニメーションコース　『領域研究』後期1回目特別版
- 2015年9月13日 13時〜　東京芸術大学大学院映像研究科10周年記念事業 シンポジウム.2「歴史の逆照射、アニメーション再考』 司会：山村浩二、進行：イラン・グェン
- 2015年9月15日（火）日本アニメーション学会「世界初の長編アニメーション映画『使徒』とその作者キリーノ・クリスティアーニ」［上映の部］午後４時００分〜同５時３０分［講演の部］午後６時００分〜同８時３０分
- 2016年7月3日（日）午後2時〜5時　東京造形大学アニメーション専攻特別講座2016。通訳・協力：イラン・グェン／東京芸術大学特任准教授
- 2016年 7月6日18:30　主催 : イタリア文化会館　講演会「イタリアアニメーション映画の現在」
- 2016年7月7日（木）3～4時限（午後1時20分～同4時30分）東京造形大学アニメーション専攻特別講座2016　通訳・協力：イラン・グェン／東京芸術大学特任准教授

## アレクセイエフとクレア・パーカー
ジャンアルベルト・ベンダッツィは、世界で最も稀有なアニメーション技法、ピンスクリーンアニメーションを開発したアレクサンドル・アレクセイエフとクレア・パーカー夫妻の親友であった。アレクセイエフのことを"アロシャ Alosha"というファミリーネームに基づくニックネームで呼び、1970年代頃（夫婦ら晩年の11年前頃）から交流。夫婦ら研究の紹介に大きな力を注ぎ、2001年には「アレクセイエフ : マスターへの道程」を出版。数々の貴重な証言を残している。

### 日本語訳：クレア・パーカー、ありがとう
Claire Parker, An Appreciation1996年ジャンアルベルト・ベンダッツィ執筆
「私は夫婦の人生の最後の11年間親しかったが、それでも二人のどちらが何をしたのか正確に知ることはほとんど不可能であったと感じた。
アレクセイエフとクレア・パーカーは、自分たちの作品（禿山のー夜 [1933]、 鼻[1963]、 展覧会の絵[1972]など）を紹介する際、アレクセイエフを「芸術家」、クレア・パーカー「アニメーター」として紹介した。つまり、アレクセイエフが絵を作成し、クレア・パーカーがアニメーションで動かした。
二人の仕事上での関係は、夫婦関係と同じであった。幸せで愛情があり、創造的で、何よりも協力的だった。私は、アレクセイエフが思いついた動きをクレア・パーカーに提案している場面を目撃したことがある。彼女はそれを忠実に再現してテストした後、やめていた。
クレア・パーカーはよく私に「アレクセイエフは天才よ」と言った。彼女は、アレクセイエフをとても愛していたが恥ずかしがり屋で、もしくはわざと愛のためにアレクセイエフに伝えなかった。
アレクセイエフの才能はクレア・パーカー抜きでは発揮できなかったであろう。なぜなら彼の創造性を発展させたのは、クレア・パーカーだったからである。最初は、クレア・パーカーの家族による投資という実用的な方法だった。そして、彼と共に人生を歩み、エネルギー、自信、インスピレーションを与えた。
クレアパーカーは、マサチューセッツ州ボストンで1906年8月31日に生まれ、1981年10月3日にパリで亡くなった。家族は裕福な著名な一家で、女性であった彼女に対して、教育差別をしなかった。彼女には好きな場所へ旅行したり、欲しいものを読み、好きな人と付き合ったりする自由があった。 （彼女は10代の頃に父親とウイスキーで酔っぱらったことがあると話した。）彼女は20代の時、他の男性のアメリカ人アーティスト、作家、同世代の知識人と同じように、パリに向かった。
パリに着いて彼女は何かを創造したいという衝動に駆られたが、具体的に何をすべきかわからなかった。ちょうどその時、パリに住んでいたメキシコ人の弁護士の親友が、彼女にアレクセイエフの本を渡した。そのイラストに彼女は感銘を受け、アレクセイエフに会って勉強したいという手紙を出版社に書いた。「私は白いあごひげを生やした怖い老人に会うと思っていた」と、彼女は笑いながら回想した。「セーヌ川で手をつないだ。そして2回目の勉強会は存在しなかった。」
彫刻のようなアニメーション　Gravures Animées
クレア・パーカーは裕福であったが、ロシアの陸軍士官学校から脱走してパリに来たアレクセイエフは違った。そのためクレア・パーカー家は、初期のピンスクリーン作りに投資をした。それによってアレクセイエフが発案した「彫刻のようなアニメーション　Gravures Animées」を作成するため、ピンスクリーンが実現され、最初の映画「禿山の一夜」（ムソルグスキーの交響詩を映像化した作品）が完成した。そのためピンスクリーンの特許は、クレア・パーカーだけの名前で登録されており、この映画を含むその他すべての映画は二人で署名されている。
しかしクレア・パーカーは、「自分が最も責任を感じたのは、ピンスクリーンではなく、1935年から1940年の間にさまざまな技術を使用して作成したコマーシャルフィルム20編である」と主張した。彼女はこれらの映画を監督し、アレクセイエフは画像を作成し、彼らの協力者エティエンヌ・ライク（Etienne Raik）がアニメーション化した。（アレクセイエフの元妻であり、制作チームの4番目のメンバーであるグリネフスカヤの貢献が実際に何であったかは、あまり明確ではない。）
しかし、彼らが製作したコマーシャルフィルムの多くは、モノクロで表現することを好んでいた夫婦からしてみれば奇妙に思えたかもしれない。なぜならアレクセイエフはカラー映画の色が好きではなかったからだ。彼は、本の挿画絵のための木版画を通して、有彩色を好きになろうと挑戦したが、「クレアが刷ったものだったが自分にとってあまりにも装飾的だと感じた。」と言った。
クレア・パーカーはアメリカ英語のアクセントが若干あったが完璧なフランス語を話した。病床に伏していた夫のために、ドストエフスキーを朗読するほどの十分なレベルのロシア語も習得していた。また、ロシアの古典も詳しかった。そのため、「鼻（ロシアの小説家ゴーゴリが基になった作品）」、「展覧会での絵画」などの映画を作るときに、アレクセイエフの出身国であるロシアと密接した作品を製作できた。3つのテーマ（両方ともムソルグスキーから）。
クレア・パーカーは、洗練された、知的な学者だった。そして、彼女はいつも信じられないほど、魅力的に繊細で、率直であった。私が彼女にこれまでのお気に入りの映画を聞いたところ、彼女はすぐに「トム・ミックスの美しい白い馬が出てくる映画！」と言った。

## 著作
ジャンアルベルト・ベンダッツィは多くの本や記事を執筆、編集した.

### 代表作「カートゥーン：アニメーション100年史」
世界アニメーション100年史と言える内容で、約500ページ、その内容と量において、現在、最高峰の文献である。アニメーションの起源とされる映像玩具の話題に始まり、フランスとアメリカにおけるアニメーション発明のエピソード、ディズニーを中心とするアメリカアニメーション史、そしてヨーロッパからアジア、南米やアフリカ諸国に至るまで、網羅的にアニメーション史が述べられている。もちろん日本についても扱われていて、1917年の最初期から、戦後の東映動画と虫プロダクションを中心とした発展期、近年の宮崎駿の活躍まで整理されている。（津堅信之ブログ：アニメーション研究資料図書室より抜粋）イタリア語（1988, 1992）、英語、フランス語（1992）、スペイン語（2003）、ペルシア語（2007）で出版されている。日本語版は権藤俊司氏が途中まで翻訳（https://cartoon.memo.wiki/）。 この本は、アニメーションの学生や学者のための重要な作品とされている。購入方法については津堅信之さんのブログアニメーション研究資料図書室 が詳細に書いている。"Cartoons − 100 Years of Cinema Animation"  (Bloomington, Indiana: Indiana University Press, 1994),。

### アニメーション－その世界史（全3巻）
2016年, CRC Pressから出版。 (イタリア版 "Animazione - una storia globale", Milan, Utet, 2017). 

### アレクセイエフ: マスターへの道程
2001年出版。 "Alexeieff – Itinéraire d’un maître / Itinerary of a Master"  (Paris: Dreamland,  English and French, about the well-known author of avant-garde short films), 

### キリーノ・クリスティアーニ, 知られざるアルゼンチンのアニメーション映画開拓者
2008年には「キリーノ・クリスティアーニ, 知られざるアルゼンチンのアニメーション映画開拓者」を出版。pionero del cine de animación" (Buenos Aires: Ediciones de la Flor, in Spanish, about the author of the first animated feature-length films (English version "Twice the First - Quirino Cristiani and the Animated Feature Film", CRC Press).
Bendazzi also wrote books on live-action cinema, on Woody Allen and Mel Brooks.

## 出版物
| 発表年    | タイトル（日本語）                                                          | タイトル（英語）                                                                                                   | 出版言語 | 出版社                                                                                | ISBN       |
| --------- | --------------------------------------------------------------------------- | --- | --- | ------------------------------------------------------------------------------------- | ---------- |
| 1978      |                                                                             | Topoline e poi | |                                                                                       |            |
| 1983      |                                                                             | Due voite l'oceana                                                                                                 | |                                                                                       |            |
| 1993      |                                                                             | Il movimento creato 、Guido Michelone）                                                                            | |                                                                                       |            |
| 1994      | カートゥーン：アニメーション100年史                                         | Cartoons − 100 Years of Cinema Animation                                                                           | イタリア語（1988, 1992）、英語、フランス語（1992）、スペイン語（2003）、ペルシア語（2007） 日本語版：権藤俊司氏が途中まで翻訳（https://cartoon.memo.wiki/） | アメリカ、インディアナ大学出版局（Indiana University Press） イギリス、ジョン・リビー | 0253209374 |
| 2008      | キリーノ・クリスティアーニ/知られざるアルゼンチンのアニメーション映画開拓者 | イタリア版：Quirino Cristiani, pionero del cine de animación 英語：Quirino Cristiani and the Animated Feature Film | | Ediciones de la Flor, Buenos Aires                                                    |            |
| 2016,2017 | アニメーション－その世界史（全3巻）                                         | Animation - A World History                                                                                        | | CRC Press, Boca Raton, Florida, アメリカ                                              |            |
| 2017      |                                                                             | Twice the First - Quirino Cristiani and the Animated Feature Film                                                  | | CRC Press, Boca Raton, Florida, アメリカ                                              |            |
| 2017      |                                                                             | (ed. with Marco Bellano) "Animation Journal" Vol. 25, Special Issue on Italian Animation.                          | | Santa Clarita, CA, アメリカ                                                           |            |
| 2007      |                                                                             | L'uomo che anticipò Disney                                                                                         | | Tunué, Latina                                                                         |            |

- (ed.) "Il cinema d'animazione e la nuova critica", Cuem, Milan, 2006.
- (ed.) "Animazione e realismo", by Midhat Ajanovic, Cuem, Milan, 2005.
- "Lezioni sul cinema d’animazione", Cuem, Milan, 2004, 2005.
- (booklet) "Alexandre Alexeieff – Poemes de llum i ombra / Poemas de luz y sombra / Poems of Light and Shadow", Sitges 03, Festival Internacional de Cinema de Catalunya, Barcelona, 2003.
- (ed.) "La fabbrica dell’animazione. Bruno Bozzetto nell'industria culturale italiana", Il Castoro, Milan, 2003.[14]
- (booklet) "I continenti dell’animazione", Cuem, Milan, 2002, 2003.
- (ed.) "Alexeieff - Itinéraire d’un maître / Itinerary of a Master", Dreamland, Paris, 2001.[15]
- (booklet) "Le tour de l’animation en 84 films – Joyaux d’un siècle / The Tour of Animation in 84 Films – Jewels of a Century", Festival International du Film d’Animation, Annecy, 2000.
- "Bruno Bozzetto – Animazione Primo amore", Isca, Milan, 1972. Croatian/English edition, Zagreb Animation Festival, 1998.
- (ed.) "Coloriture – Voci, rumori, musiche nel cinema d’animazione", Pendragon, Bologna, 1995.
- (ed.) "Il movimento creato – Studi e documenti di ventisei saggisti sul cinema d’animazione", Pluriverso, Turin, 1993.
- "Cartoons – Cento anni di cinema d’animazione / Cartoons: One Hundred Years of Cinema Animation", Italian edition: Marsilio, Venice, 1988, 1992. French edition: Liana Lévi, Paris, 1992. English edition: John Libbey/Indiana University Press, London/Bloomington, 1994, 1995, 1999, 2003. Spanish edition: Ocho y Medio, Madrid, 2003. Persian edition:Yeksad Sal Cinemaye Animation, Tehran, 2007.[16]
- "Le cinéma d’animation", La Pensée Sauvage, Grenoble, 1985.
- (booklet) "La zuzzurellinea – Osvaldo Cavandoli e l’animazione", Incontri Internazionali con gli Autori di Cinema d’Animazione, Genoa, 1985.
- "Woody Allen − Il comico piú intelligente e l’intelligenza piú comica", Fabbri (later RCS), Milan, 1984, 1987, 1989, 1991, 1995. French edition: Liana Levi, Paris, 1986, 1989, 1991. English edition: Ravette, London, 1987. German edition: Treves, Trier, 1990, 1998. Hungarian edition: Alexandra Kiado, Budapest, 1994. Spanish edition: Orbis, Barcelona, 1995.
- (ed., booklet) "Pages d’Alexeieff", AAA, Annecy, 1983. Italian edition: Incontri Internazionali con gli Autori di Cinema d’Animazione, Genoa, 1984.
- "Due volte l’oceano – Vita di Quirino Cristiani, pioniere del cinema d’animazione", La casa Usher, Florence, 1983.
- (booklet) "Appeso a una matita – Il cinema d’animazione di Guido Manuli", Incontri Internazionali con gli Autori di Cinema d’Animazione, Genoa, 1983.
- "Mel Brooks – L’ultima follia di Hollywood", Il Formichiere, Milan, 1977. French edition: Glénat, Paris, 1980.
- "Topolino e poi", Il Formichiere, Milan, 1978.
- "Woody Allen", La Nuova Italia, Florence, 1976 and 1979.
- "La Freccia Azzurra" (The Blue Arrow), article for AWN, 1997.[17]
- "History of Portuguese Animation Cinema", article for AWN, 2002.
- "A Letter To A Master" - (Italian) "Lettera A Un Maestro", posthumous letter to Giorgio "Max" Massimino-Garniér, article for AWN, 2000.
- "Icelandic Animation", article for AWN, 1996.
- "Il Paese degli animali (Animaland)", article for AWN, 1997.

## その他リンク
- Personal Website.
- (In Italian) Fondazione Franco Fossati - Museo del fumetto, dell'illustrazione e dell'immagine animata.